# Степан Ткачук
Степан Ткачук (рум. Ștefan Tcaciuc; 6 січня 1935, с. Данила, Сучавський повіт, Буковина — пом. 27 липня 2005, Бухарест) — український громадський діяч у Румунії, поет, перекладач. Член Національної спілки письменників України.

Дружина Вірджинія Ткачук. Донька — Данієля.

## З біографії
Від 1954 року жив у Бухаресті, де в 1990 році його обрали першим головою Союзу українців Румунії. Був депутатом румунського парламенту за квотою української національної меншини.
Степан Ткачук змолоду був спортивним борцем. Здобув спеціальність інженер, але працював письменником.
Як президент Спілки українських письменників Румунії він заохочував своїх колег писати українською мовою та закликав до громадсько-політичної діяльності ще перед революцією проти режиму Ніколае Чаушеску, пильно й наполегливо працюючи для блага українського і румунського народів. Дружина покійного, пані Вірджинія, планує згодом перепоховати останки поета в його рідній буковинській землі.
За часів войовничого атеїзму поет писав т. зв. «захалявні» вірші про українську Церкву й активно сприяв плеканню релігії на терені Румунії. В роки диктатурі Чаушеску поет писав позацензурні вірші під псевдонімом Богдана Лавра. Один з таких віршів, «90 молитов», присвячений Патріархові Йосифу Сліпому, з'явився у лондонському місячнику «Визвольний Шлях» у лютому 1982 року.
У 1984 році він відвідав США, де виступив із доповідями про життя українців у Румунії та зустрівся головно з буковинцями зі старшої генерації. Особливо вдалим був його виступ в університеті Ла Саль у Філадельфії, де він потоваришував з американським поетом Джозефом Мередітом.

## Творчість
Степан Ткачук написав 48 книжок поезії, прози і перекладів. Перша збірка його поезій «Розколоте небо» з'явилася ще 1971 року — редактор Євген Мигайчук, 1974 року — збірка оповідань «Сузір'я предків», а 1979 — перший роман «Нічия пора!». Також він писав поезії румунською мовою і перекладав українську поезію на румунську. Він уклав і видав (1995) тритомну антологію української поезії в перекладі румунською мовою. Він був популяризатор української літератури в Румунії.
В його архіві в Бухаресті зберігаються численні рукописи його недрукованих творів і обширна й цінна кореспонденція з видатними носіями української культури.

## Відзнаки і нагороди
Лауреат премії Спілки письменників Румунії та премії Літературного фонду ім. Івана Франка (Чикаго).